# داميان مينزو
داميان مينزو (بالهولندية: Damiën Menzo)‏ هو لاعب كرة قدم هولندي في مركز الوسط، ولد في 18 أكتوبر 1993 في أمستردام في هولندا. لعب مع نادي فولندام.

## وصلات خارجية
- داميان مينزو على موقع قاعدة بيانات كرة القدم.إي يو (الإنجليزية)
- داميان مينزو على موقع Soccerway.com (الإنجليزية)